# ランプロペディア属
ランプロペディア属（ランプロペディアぞく、Lampropedia）はPseudomonadota門ベータプロテオバクテリア綱ブルクホルデリア目コマモナス科の属の一つである。グラム陰性非芽胞形成偏性好気性球菌であり、鞭毛は持たない。複数の細胞が4から8列程度縦横につながって正方形の平面を形成する。属名は光る平原を意味する。GC含量は61。
淡水中に生息するほか、動物の腸内からも発見されている。オキシダーゼ陽性。糖類は利用できず、クエン酸やコハク酸などクエン酸回路に含まれる有機酸を利用する。また、生育にはビオチン及びチアミンを必要とする。

## 下位分類（種）
ランプロペディア属は以下の種を含む(2024年8月現在)。

### IJSEMに正式承認されている種
- Lampropedia aestuarii　ランプロペディア・アエスツアリイ

Zhao et al. 2020
- Lampropedia cohaerens　ランプロペディア・コハエレンス

Tripathi et al. 2016
- Lampropedia hyalina　ランプロペディア・ヒアリナ

(Ehrenberg 1832) Schroeter 1886 (Approved Lists 1980)

### IJSEMに未承認の種
- "Lampropedia puyangensis"

Li et al. 2015